# Щецин-Тужин (станция электрички)
«Щецин-Тужин» — железнодорожная станция и планируемая пассажирская станция Щецинской метрополийной электрички. Расположится в округе Тужин, по котором и получила своё название. Открытие реконструированной станции запланировано на 2022 год.

## История
Станция была открыта в 1898 году. После закрытия железнодорожной линии на Полице для пассажирских перевозок 30 сентября 2002 года, станция служит только как грузовая.

## Проектирование
В рамках модернизации станции Щецин-Тужин планируется перенести платформы на виадук по улице 26 Апреля и построить стоянки для автомобилей и велосипедов.